# ژینمینوسور
ژینمینوسور(نام علمی: Xinminosaurus) نام یک سرده از رده خزندگان است.